# 岐阜県立恵那南高等学校
岐阜県立恵那南高等学校（ぎふけんりつ えなみなみこうとうがっこう）は、岐阜県恵那市明智町大庭にある公立高等学校。2007年（平成19年）に明智商業高校と岩村高校が統合して置かれた新設校である。

## 学校概要
- 創立 2007年（平成19年）
- 学科
  - 総合学科（Integrated Course）
- 教育目標
  - 社会の変化に対応し、主体的に生きていくための資質や能力を培い、智・徳・体の調和のとれた心豊かな人間の育成を図る
- 備考
  - 統合後、旧岩村高校の校舎は岩村校舎として使用されていたが、2009年（平成21年）3月をもって閉校となった。同校舎は改修された後、2010年（平成22年）4月から岐阜県立恵那特別支援学校として使用されている。

## 沿革
- 2007年（平成19年） - 岐阜県立明智商業高等学校と岐阜県立岩村高等学校が統合され、岐阜県立恵那南高等学校が新設される。

## 特色
- 岐阜県の総合学科としては初めて進学系列を設置し、就職から進学までをサポートできる体制をとっている。また、旧明智商業高校で行われていた、コンピュータを用いた授業も1年生から取り入れられている。
- 統合の際に旧明智校舎の場所に新たに総合学科棟が建設され、介護実習室や選択教室など目的に沿った教室が新設されている。

## 系列・カリキュラム
1年次で将来の進路選択をじっくり考え、共通の課程で学習する。2,3年次では、さまざまな進路選択に対応した系列とカリキュラムで専門性を養う。2,3年次の系列は以下のとおり。
文系進学系列
国語や英語、地理歴史、公民を重点的に学ぶことにより、言語や歴史、文化に関する幅広い教養と柔軟な思考力を身につけることができる。
- 進路例

国公立四大（文系）、私立四大（文系）、短期大学、看護学校（大学）、専門学校
理系進学系列
数学や理科を重点的に学ぶことにより、科学的な幅広い教養と柔軟な思考力を身につけることができる。
- 進路例

国公立四大（理系）、私立四大（理系）
ビジネス系列（簿記モデル、流通モデル）
簿記や会計、マーケティングなどの経済活動に関する科目を学習し、ビジネスの諸活動の基礎・基本を学ぶ。
- 簿記モデルの資格例
  - 日本商工会議所： 簿記検定2級
  - 全国商業高等学校協会： 簿記実務検定、情報処理検定、ワープロ実務検定

- 流通モデルの資格例
  - 全国商業高等学校協会： 簿記実務検定、情報処理検定、ワープロ実務検定、商業経済検定

情報系列（ソフトウェア活用モデル、マルチメディアモデル）
商業系の科目と関連して、情報のデジタル化や情報通信のネットワーク、表現やコミュニケーションにおいてコンピュータなどを効果的に活用する能力を身につける。
- ソフトウェア活用モデルの資格例
  - 情報処理推進機構： ITパスポート試験（国家資格）
  - 全国商業高等学校協会： 情報処理検定、簿記実務検定、ワープロ実務検定

- マルチメディアモデルの資格例
  - CG‐ARTS協会： CGクリエーター検定、マルチメディア検定
  - 全国商業高等学校協会： 情報処理検定、簿記実務検定、ワープロ実務検定

福祉系列（福祉保育モデル、健康モデル）
福祉や健康に関する科目を学習し、介護や保育、健康に携わるための考え方や手法について、基礎・基本を身につける。専門科目では、福祉施設での実習を通して実践力を養うことができる。
- 福祉保育モデルの資格例
  - 全国高等学校家庭科教育振興会： 保育技術検定（音楽・リズム表現、造形表現、言語表現、家庭看護）
  - 市町村消防本部： 上級救命士
  - 全国商業高等学校協会： ワープロ実務検定

- 健康モデルで身につける知識・技術の例
  - 健康な体づくりを基本に、生涯にわたって親しめるスポーツを通して、必要な知識やトレーニング法を身につける
  - 「総合型地域スポーツクラブ」の指導者やマネージャーとしての態度や知識、指導法、ルールを身につける

## 部活動
基本的には明智商業高校・岩村高校それぞれで活動していたものが設置された。ただし商業系部活動は再編され、「コンピュータ部」と「地域振興部」の二つとなっている。また硬式野球部と軟式野球部は硬式野球部に一本化された。なお明智商業高校では弓道部が、岩村高校ではスケート部が大会等で特に良い成績を修めていた。
| 運動系部活動 - 硬式野球部 - バスケットボール部（男・女） - バレーボール部（女子） - ソフトテニス部（男・女） - 陸上競技部 - 弓道部 - 卓球部 - スケート部 | 文化系部活動 - ギターマンドリン部 - 吹奏楽部 - コンピュータ部 - 奉仕部 - 地域振興部 - 美術部 |

## 交通機関
- 明知鉄道明智駅より徒歩10分
- 東濃鉄道バス明智線、明智駅前下車徒歩10分

## 周辺
- 近隣には恵那市立明智小学校や恵那市立明智中学校などがあり、旧明智町の文教地区となっている